# Borsonella nychia
Borsonella nychia är en snäckart som beskrevs av Dall 1919. Borsonella nychia ingår i släktet Borsonella och familjen kägelsnäckor. Inga underarter finns listade i Catalogue of Life.